# Gazimourski Zavod
Gazimourski Zavod (en russe : Газимурский Завод) est un village de la municipalité de Gazimourski Zavod et le centre administratif du raïon de Gazimourski Zavod du kraï de Transbaïkalie, en Russie. Sa population s'élevait à 2 681 habitants au recensement de 2021.

## Géographie
Le village de Gazimourski Zavod se situe dans le kraï de Transbaïkalie, un kraï situé en Transbaïkalie, région de Sibérie orientale, en Russie. Il fait partie du district fédéral extrême-oriental. Le village est le centre administratif du raïon de Gazimourski Zavod, un raïon du kraï, et de l'établissement rural de Gazimourski Zavod, une municipalité,.   
Le fuseau horaire du village est MSK+6 (heure de Iakoutsk). Le décalage horaire appliqué par rapport au temps universel coordonné est +09:00.  

## Histoire
Le village a été fondé en 1774.

## Démographie
Recensements (*) et estimations de la population,,:
| 2002 * | 2010* | 2021* | - |
| ------ | ----- | ----- | - |
| 2 465  | 2 657 | 2 681 | - |